# Hollaback Girl
"Hollaback Girl" é uma canção da cantora estadunidense Gwen Stefani de seu álbum solo de estreia Love. Angel. Music. Baby. (2004). A canção foi lançada como o terceiro single  de álbum no início de 2005 e foi uma das canções mais populares do ano. Ele chegou a número um na Austrália e nos Estados Unidos. "Hollaback Girl" recebeu várias indicações a prêmios, incluindo Grammy de Melhor Performance Vocal Pop Feminina e Grammy de Gravação do Ano no 48º Grammy Awards, no entanto, dividiu a crítica de música pop.
A canção foi escrita por Stefani e The Neptunes (Pharrell Williams, e Chad Hugo) como uma resposta a declaração de Courtney Love de que Stefani era uma "cheerleader". A canção recebeu algumas criticas por causa do uso da palavra "shit" em sua letra. Em sua capa, aparece Gwen Stefani vestida de líder de torcida, assim como em algumas partes do videoclipe. Na capa também se encontra a frase "This s#!@ is bananas!".

## Composição e inspiração
Para buscar inspiração, Stefani e Williams tiveram uma longa discussão em que Stefani disse que ela ainda tinha de escrever uma canção sobre suas intenções para seguir uma carreira solo. Ela comentou que no álbum estava faltando uma "canção de atitude", e ela lembrou de um comentário depreciativo que a cantora grunge Courtney Love tinha feito sobre ela em uma entrevista com revista teen  Seventeen: "Ser famosa é como estar na escola, mas eu não estou interessada em ser a líder de torcida. Eu não estou interessada em ser Gwen Stefani. Ela é a líder de torcida e eu estou lá fora na área de fumantes." 
Stefani respondeu na edição de Março de 2005 o  NME: "Sabe, alguém uma vez me chamou de líder de torcida, de forma negativa, e eu nunca fui uma líder de torcida. Então, eu estava, tipo, "OK, foda-se. Você quer que eu seja uma líder de torcida? Bem, eu vou ser uma então. E eu vou governar o mundo inteiro." 
Stefani acredita que alguns dos fãs de No Doubt ficariam chateados com seu trabalho solo, comentando, "[Eles] foram, provavelmente, como: 'Por que ela está fazendo essa gravação? Ela vai estragar tudo'". Ela revelou que também não sabia por que ela estava gravando um álbum solo. Stefani e Williams incorporaram essa inspiração para a letra que, eventualmente, se tornaram "Hollaback Girl". Os dois decidiram que Stefani não tinha que ter uma resposta para suas intenções e que as escolhas que fez foram com base no que ela sentia era certo ou errado. Em sua criação, Stefani disse: "Para mim, é a música com atitude que eu ouvi por muito tempo.". Williams ficou satisfeito com a música, comentando, "Gwen é como a menina na escola que só tinha seu próprio estilo".

## Formatos e Faixas
Maxi Single
1. "Hollaback Girl" (Álbum Version) – 3:20
2. "Hollaback Girl" (Diplo's Hollatronic Remix) – 2:17
3. "Hollaback Girl" (Instrumental) – 3:20
4. "Hollaback Girl" (Video) – 3:20
5. "Hollaback Girl" (DMS12 Radio Mix) – 3:20

CD Single
1. "Hollaback Girl" (Clean Version) – 3:20
2. "Hollaback Girl" (Diplo's Hollatronic Remix) – 2:1

## Desempenho
A música foi lançada em 15 de março de 2005 e rapidamente foi subindo no chart da Billboard Hot 100, alimentada por fortes spins no formato pop levando-a a ser a primeira música da história a vender 1 milhão de downloads. Teve 119 milhões de audiência no Mediabase e 9.438 spins no formato pop na semana de 14 de maio de 2005. A música chegou ao topo da Billboard.